# Богоматерь Коромото
Божия Матерь Коромотская (исп. Nuestra Señora de Coromoto, также известный как Дева Мария Коромотская (исп. Virgen de Coromoto) — почитаемый католический образ явления Пресвятой Богородицы. Одна из святынь Латинской Америки. В 1950 году Дева Мария Коромотская была объявлена покровительницей Венесуэлы.

## Явление
Когда город Гуанаре (столица штата Португеса) был основан в 1591 году, населявшее регион индейское племя коспесов бежало к северным джунглям. Тогда же началась евангелизация населения этих земель. Впервые Дева Мария явилась в лесу к коспесам 8 сентября 1652 года. Дева Мария явилась к касику (правителю) коспесов Коромото и его жене, говорила на их языке: "Идите в белый дом, и просите их лить воду на ваши головы, чтобы вознестись в небеса"; также Дева Мария просила его и соплеменников пройти обряд крещения. Согласно преданию, касик Коромото рассказал энкомендеро дону Хуану Санчесу об этом видении, говоря, что после восьмидневного краткого обучения катехизису всё племя было готово получить крещение.
Несколько местных коспесов были обращены и крещены. Однако их вождь боялся потерять свою власть, посему он опять подался в леса. Дева Мария явилась ему снова, и вождь Коромото, ослеплённый гневом, пытался стрелять из лука, однако оружие выпадало из рук. Дева Мария исчезла и Коромото увидел у себя в руке образ Девы с Младенцем Иисусом, размером примерно 2 на 2,5 сантиметра.
Касик Коромото рассказывал, что он был укушен ядовитой змеей и раненый возвратился в Гуанаре. Он был при смерти, но всё же отправился креститься в регион Баринас. После принятия христианства он стал апостолом и попросил индейских мятежников прийти к нему креститься.
После многих лет проповедования вождь Коромото, теперь с именем Анхель Кустоде, умер в очень преклонном возрасте.

## Канонизация
В 1950 году папа римский Пий XII объявил её покровительницей Венесуэлы. Папа римский Иоанн Павел II короновал во время своего посещении марийной святыни в Гуанаре, а папа римский Бенедикт XVI возвёл святыню Божьей Матери Коромотской в ранг малой базилики.